# ورزشگاه بین‌المللی نجف
ورزشگاه بین‌المللی نجف (عربی: ملعب النجف الدولي) یک ورزشگاه در عراق است که در نجف واقع شده‌است.